# Френклин (Вирџинија)
Френклин (Вирџинија) (енгл. Franklin) град је у америчкој савезној држави Вирџинија. По попису становништва из 2010. у њему је живело 8.582 становника.

## Демографија
Према попису становништва из 2010. у граду је живело 8.582 становника, што је 236 (2,8%) становника више него 2000. године.
| Група             | 2000.         | 2010.         |
| Белци             | 3.800 (45,5%) | 3.333 (38,8%) |
| Афроамериканци    | 4.366 (52,3%) | 4.884 (56,9%) |
| Азијати           | 65 (0,8%)     | 64 (0,7%)     |
| Хиспаноамериканци | 46 (0,6%)     | 141 (1,6%)    |
| Укупно            | 8.346         | 8.582         |